# گذرنامه کاستاریکایی
گذرنامهٔ کاستاریکایی یک مدرک سفر بین‌المللی است که توسط کشور کاستاریکا صادر می‌شود و بنا بر داده‌های سال ۲۰۲۳، دارندگان آن می‌توانستند به ۱۵۱ کشور دیگر بدون دریافت ویزا سفر کنند یا ویزا را در بدو ورود دریافت نمایند. این گذرنامه بر اساس رتبه‌بندی شاخص گذرنامهٔ هنلی در سال ۲۰۲۳ در رتبهٔ ۲۷ قرار داشت.